# Arapske brojke
Arapskim brojkama nazivamo brojke dekadskog pozicijskog sustava kojeg koristimo, a čiji se zapis dobije uz pomoć sljedećih deset znamenaka:
- 0 nula
- 1 jedan
- 2 dva
- 3 tri
- 4 četiri
- 5 pet
- 6 šest
- 7 sedam
- 8 osam
- 9 devet

U arapskom (indoarapskom) brojevnom sustavu s bazom 10 pomoću deset znamenaka može se zapisati bilo koji prirodni broj. Koristeći se još decimalnim zarezom odnosno decimalnom točkom, predznakom (plus kojeg ne pišemo ili minus -) i točkom koja  označava periodičko ponavljanje skupa decimalnih znamenaka, možemo zapisati bilo koji racionalni broj, odnosno, po volji preciznu aproksimaciju bilo kojeg realnog broja.
Dobili su ime po Arapima, prvomu narodu koji je donio te brojke u Europu. Izvorno im je podrijetlo iz Indije.

## Poveznice
- Broj